# Ubères
Pour les articles ayant des titres homophones, voir Uber (homonymie), Huber et Hubert.
Les Ubères, appelés en latin Uberi (Trophée des Alpes), est le nom d'une tribu semi-celtique établie dans le Haut-Valais au Ier siècle av. J.-C..

## Histoire
Les Ubères s'établirent dans la partie supérieure de la vallée du Rhône, de la Vallée de Conches jusqu'aux environs de Viège. Les Ubères avaient de forts liens culturels avec les Lépontiens d'Italie du Nord (région de Domodossola).
Ils sont considérés comme Celtes dans la littérature.
Leur nom est mentionné sur le trophée des Alpes de La Turbie. 